# Pháo đài Masmak
Pháo đài Masmak (tiếng Anh: Masmak Fort, tiếng Ả Rập: قصر المصمك, đã Latinh hoá: Qaṣr al-Maṣmak), còn được gọi là Pháo đài Masmak hoặc Cung điện Masmak, là một pháo đài bằng đất sét và gạch bùn ở thành phố cổ Riyadh, nằm ở quận Deira ngày nay. Được xây dựng vào năm 1865 bởi 'Abdurrahman ibn Sulaiman dưới thời Tiểu vương quốc Jabal Shammar, Pháo đài đóng một vai trò không thể thiếu trong thống nhất Ả Rập Xê Út, với trận chiến Riyadh, một trong những cuộc xung đột quan trọng nhất của sự thống nhất Ả Rập Xê Út, diễn ra trong pháo đài. Kể từ năm 1995, pháo đài đã được chuyển đổi thành một bảo tàng trưng bày một trong những địa danh quan trọng nhất của di sản Ả Rập Xê Út.

## Lịch sử
Pháo đài được xây dựng vào năm 1865 bởi Tiểu vương Riyadh, 'Abdurrahman ibn Sulaiman dưới triều đại của Mohammed al-Rasheed, người cai trị Tiểu vương quốc Jabal Shammar và là người đứng đầu Nhà Rasheed, người đã giành quyền kiểm soát thành phố từ Nhà Saud địa phương, người sau đó đã phải sống lưu vong. Nó được xây dựng với bốn tháp canh và những bức tường dày, với một nền tảng của các khối đá, nằm ở trung tâm Riyadh trong thành phố cổ, một phần của quận Deira hiện đại. Đây là một trong những tòa nhà lịch sử duy nhất còn tồn tại trong vương quốc. Tòa nhà nằm ở trung tâm thương mại của Riyadh lịch sử.
Vào tháng 1 năm 1902, Tiểu vương 'Abdulaziz ibn Saud Al Saud, lúc đó đang sống lưu vong ở Kuwait, trở về Riyadh và dẫn đầu một cuộc phục kích chống lại pháo đài Masmak, lấy lại nó từ Nhà Rasheed trong trận chiến Riyadh. Sự kiện này, khôi phục quyền kiểm soát của Ả Rập Xê Út đối với Riyadh, được coi là một trong những sự kiện quan trọng nhất trong việc hoàn thành Thống nhất Ả Rập Xê Út. Nó được sử dụng làm kho đạn dược từ năm 1902 đến năm 1938 bởi Quốc vương Abdulaziz trước khi ông chuyển triều đình của mình đến Cung điện Murabba mới được xây dựng.
Năm 1979, đô thị Riyadh đã chuẩn bị một nghiên cứu để khôi phục Masmak, sau đó việc cải tạo pháo đài bắt đầu. Tầm nhìn của họ đã được hiện thực hóa vào năm 1995 khi Bộ Giáo dục và Ủy ban Tối cao về Phát triển Riyadh chuyển đổi tòa nhà thành một bảo tàng, khiến nó trở thành một phần không thể thiếu trong di sản Ả Rập Xê Út. Sau đó, nó được sáp nhập vào trung tâm lịch sử Quốc vương Abdulaziz, một loạt các tòa nhà được khôi phục ở Riyadh. Lễ kỷ niệm một trăm năm được tổ chức vào năm 1999. Bảo tàng bao gồm trưng bày một số khẩu súng cổ, trang phục và hiện vật nông nghiệp.

## Kiến trúc
Masmak có thể được chia thành sáu phần riêng biệt: cổng, nhà thờ Hồi giáo, nhà thờ lớn, giếng, tháp canh và sân trong.
Cổng

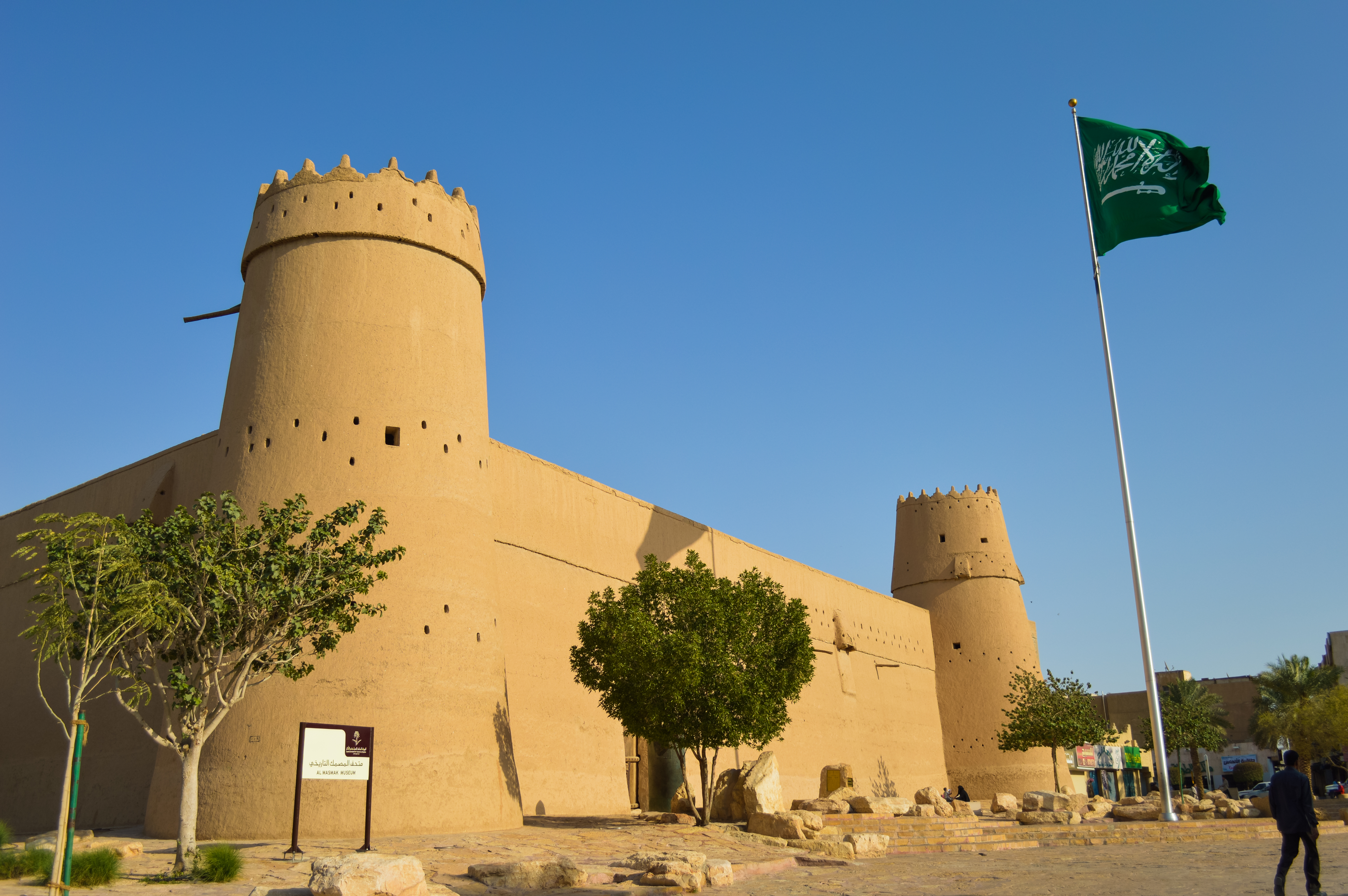
Pháo đài Masmak năm 2014

Cổng chính của cung điện nằm ở bức tường phía tây, cao 3,6 m (12 ft) và rộng 2,65 m (8 ft 8 in). Nó dày 10 cm (3,9 in) và được làm bằng gỗ cọ. Có một lỗ mở ở giữa cánh cửa, được gọi là al-Khokha, vừa đủ lớn để một người đi qua cùng một lúc và là một tính năng phòng thủ được thiết kế để cho phép mọi người ra vào mà không cần mở cửa.
Nhà thờ Hồi giáo
Nhà thờ Hồi giáo nằm ở bên trái lối vào. Đây là một căn phòng lớn được hỗ trợ bởi một số cột có các kệ trên tường để đặt các mushaf của Kinh Qur'an. Một mihrab có thể được tìm thấy trong nhà thờ Hồi giáo và có các lỗ trên tường để cung cấp thông gió.
Nhà thờ lớn
Nó nằm ngay phía trước lối vào và là một căn phòng có dạng hình chữ nhật. Trên bức tường đối diện với lối vào và bức tường phía nam, có những lỗ hổng trên tường để thông gió và chiếu sáng, tương tự như những lỗ hổng được tìm thấy trong nhà thờ Hồi giáo.
Giếng

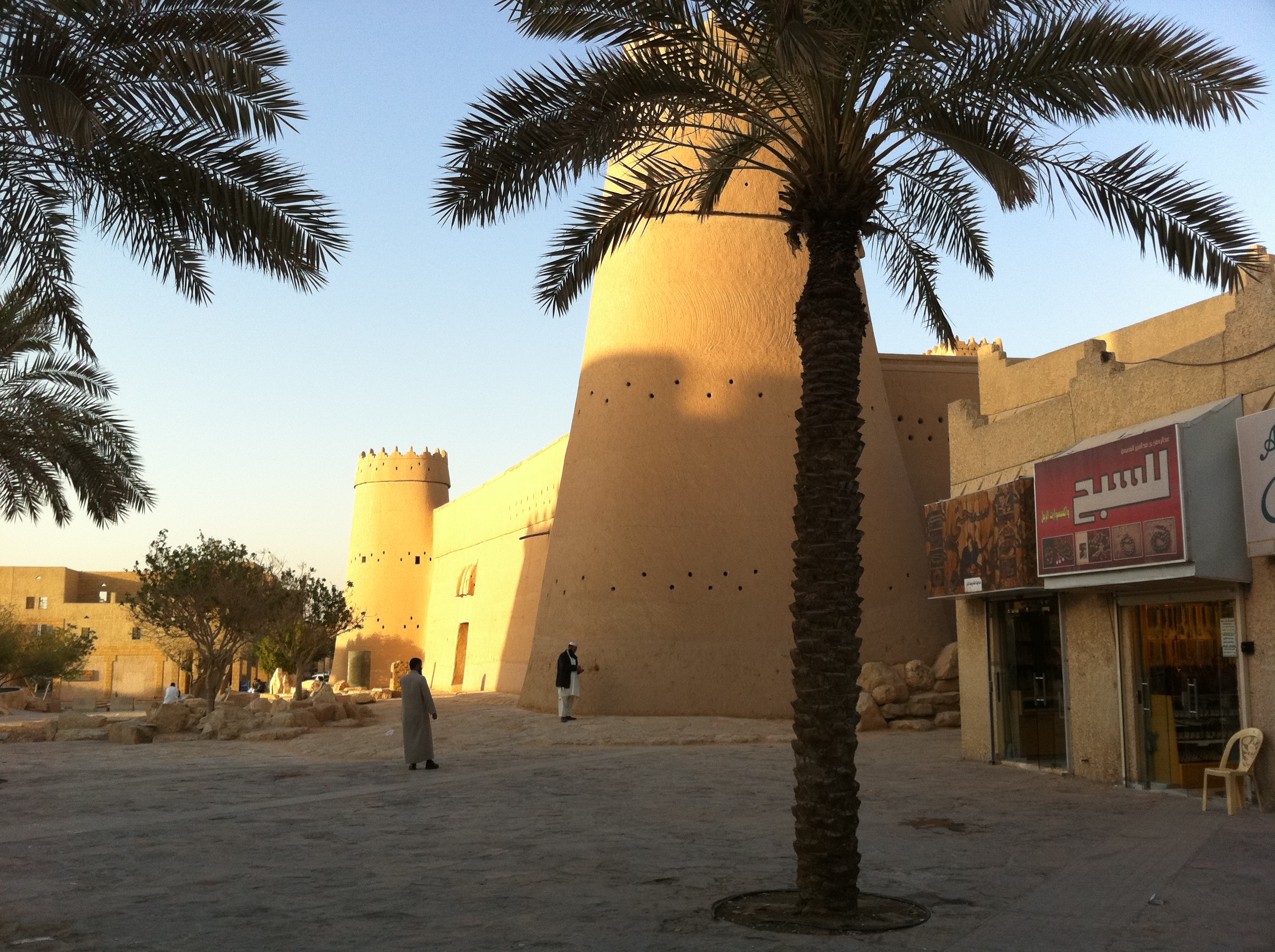
Tháp tây nam của pháo đài

Giếng nằm ở góc đông bắc của pháo đài.
Tháp canh
Ở mỗi góc của nhà thờ Hồi giáo là các tháp hình nón, mỗi tháp cao khoảng 18 m (59 ft). Các tòa tháp được tiếp cận thông qua các cầu thang nằm bên trong chúng. Các bức tường của tháp đặc biệt dày, với độ dày 1,25 m (4 ft 1 in).
Sân trong
Sân trong được bao quanh bởi các phòng với các cột được kết nối với nhau bên trong và nó có cầu thang ở phía đông dẫn đến tầng một và mái nhà và có ba đơn vị dân cư, đơn vị thứ nhất phục vụ như nơi cư trú của người cai trị, thứ hai được sử dụng làm bayt al-mal và thứ ba được phân bổ cho chỗ ở của khách.